# Мејбел Грујић
Мејбл, Мабел или Мејбел Грујић (Кларксбург, 13. август 1872 — Вашингтон, 13. август 1956) била је жена српског дипломате Славка Грујића, оснивач Колa српских сестара, велика српска добротворка и добровољна медицинска сестра при Црвеном крсту у Србији током Првог светског рата.

## Биографија
Мејбл Грујић рођена је као Мејбл Гордон Данлоп (енгл. Mabel Gordon Dunlop) 13. августа 1872. године у Кларксбургу, Западна Вирџинија Отац јој је био инжењер и високи чиновник америчке железнице. У Америци је завршила колеџ, где се посебно занимала за уметност и археологију. Као ђак је сарађивала са омладинским листовима и часописама где су објављени њени запажени чланци. Након тога је добила стипендију за студије у Француској и Грчкој.
Године 1901. Мејбл је отишла на студије Археологије у Атину, где је упознала српског дипломату Славка Грујића. Након тога је боравила у Цариграду, где је упознала Енглескињу Елодију, жену Чедомиља Мијатовића, који је у то време радио на султановом двору. Елодија је Мејбл оставила снажан утисак и преко ње је упознала српску историју и српске народне песме. Године 1902. се вратила у Србију и удала се за Славка Грујића. Често су путовали због његовог посла, па је изгубила место предавача класичне археологије. Априла 1913. је путовала са мужем и неколицином пријатеља по Косову и Старој Србији. Обишли су Куманово, Скопље, Приштину, Грачаницу и Косово Поље.

### Добротворни рад
Мејбл је највећи део свог живота посветила афирмацији Србије у иностранству, посебно у Америци и Великој Британији. Она је личност за коју се у Србији, у преписци најважнијих људи оног времена говорило једноставно „Госпођа”. Њујорк тајмс о њој пише као о „Американки која се са огромном страшћу бори за "усвојену" земљу свог супруга, српског дипломате, др Славка Грујића”. Током Балканских ратова прикупљала је велику помоћ за Србију. Прва добротворна акција је било прикупљање средстава за подизање Дома ученица средњих школа у Крунској улици (1912).
Држала је предавања широм Сједињених Америчких Држава. Највећи амерички листови су објављивали њене интервује о српском народу, историји, обичајима, народним песмама, војсци и држала предавања, на које је долазила америчка елита.
Позвала је Михајла Пупина и америчког председника Вудроа Вилсона да помогну. На Универзитету у Принстон 1912. године одржала је предавање о будућности Србије, пред неколико хиљада студената.
У Америци је успела да прикупи велике прилоге, које је доносила у Србију и предавала га Црвеном крсту, Београдском женском друштву, Колу српских сестара и другим установама. Након Балканских ратова Коло српских сестара је у знак захвалности изабрало Мејбл Грујић за свог почасног члана.

### Ангажовање током Првог светског рата
По избијању Првог светског рата позвала Николаја Велимировића који је одржао 1915. године сто двадесет ватрених беседа у исто толико америчких градова и скупио хиљаде долара помоћи, као и хиљаде добровољаца. Основала је Одбор госпођа у циљу прикупљања средстава за Девојачку школу, а са Михајлом Пупином основала је у Њујорку 1915. године Српски пољопривредни комитет за помоћ. За време Славковог дипломатског службовања у Лондону покренула је Српски потпорни фонд (1917) и од прикупљених средстава купљен је санитетски материјал за болнице по Србији.
Мејбл Грујић основала је 1914. године болницу Светог Јована, окупила малу групу добровољних болничарки, међу којима је била и Флора Сандс и 10. августа исте године упутила се са својом екипом у Србију. Путовали су бродом од Марсеја до Солуна и то све време трећом класом, како би уштедели што више новца од прикупљене помоћи и донели га у Србију. Чим су стигли у Србију распоређени су у Крагујевцу и одмах почели са радом. Мејбл Грујић такође је била од велике помоћи и код организовања рада Америчке мисије у Србији.

### Послератни период
И после рата је наставила да помаже Србију.
Заједничким напорима Мејбл и Славко Грујић успели су да од Карнегијеве фондације 1920. године добију 100.000 долара, како би се сазидала Универзитетска библиотека у Београду.
Са супругом је основала летњи Американски дом за српску сирочад у Селцу, на Јадрану, 1923. године. Дом је основан тако што су закупили један дворац, који су адаптирали и потпуно опремили. Био је посвећен успомени на Американце који су изгубили свој живот на тој територији, а Мејбл се лично ангажовала као директорка дома и надгледала његов рад. Дом је замишљен као стационар за опоравак болешљиве и анемичне ратне сирочади. У њему је првобитно било смештено 40 деце, а током прве године кроз дом је прошло 240 деце из Београда и других крајева Србије, али и из Загреба и Љубљане.
У Србији је наставила да живи и након мужевљеве смрти 1937, све до почетка Другог светског рата 1941, када се преселила у Њујорк. Након рата је основала фондацију за школовање деце, потомака Јеврема Грујића.
Умрла је 13. августа 1956. године у Универзитетској болници Џорџтаун у Вашингтону од леукемије.

## Сећања
У београдском позоришту КПГТ, у режији Љубише Ристића, 2014. године припремана је представа о животу и раду Мејбл Грујић. Ова представа која је била најављена у оквиру позоришне сезоне КПГТ-а „Лет изнад соколовог гнезда - Храбри стари свет“ нажалост није никад изведена.
Српска књижевница која живи у Америци, Маја Херман Секулић објавила је роман „Ma Belle“ (Службени гласник, 2015), инспирисан животом и делом Мабел Грујић. Ради се о до сада неистраженој биографији Мабел Грујић, жене која је активно учествовала у бурним догађајима новије српске прошлости, а која је кроз књигу Маје Херман Секулић проговорила у првом лицу. Роман је преведен на енглески језик и објављен 2016. године у издању издавачке куће Геопоетика.